# ホネイ・グレイソン・ホドリゲス・ドス・ヘイス
ホニ（Roni）ことホネイ・グレイソン・ホドリゲス・ドス・ヘイス（ポルトガル語: Ronei Gleison Rodrigues dos Reis、1991年1月26日 - ）は、ブラジルのサッカー選手。ポジションはFW、MF。

## クラブ歴
2012年にモジミリンECのトップチームに昇格し選手となった。翌2013年にサンパウロFCに移籍するが出場機会は乏しく、ゴイアスEC、コリチーバFC、AAポンチ・プレッタ、パイサンドゥSCにレンタルに出された。更にリーガMXのチアパスFCにもレンタル移籍したがここでは出場機会がなく、ブラジル国内のセアラーSCにレンタルされ、その後スュペル・リグのアダナスポルとポルトガル・プリメイラ・リーガのCFベレネンセスにレンタル移籍した。4年に及ぶレンタル移籍の後、アダナスポルに完全移籍した。
ブラジルではブラジル・セリエAでは34試合に出場し3得点2アシスト、ブラジル・セリエBでは49試合に出場し5得点7アシストを記録している。トルコのスュペル・リグでは29試合に出場し7得点3アシスト、TFF1.リグでは45試合に出場し6得点4アシストを記録している。